# 휴 쿼시
휴 쿼시(Hugh Quarshie, 1954년 12월 22일 ~ )는 영국의 배우다.

## 출연 작품
- 스타워즈 에피소드 1: 보이지 않는 위험